# Inverness-shire
Inverness-shire (gælisk: Siorrachd Inbhir Nis) er et historisk county i Skotland. Med et areal på 10.906 km2, der dækker en stor del af Det skotske højland, er det Skotlands største county, selvom det med blot 67.733 indbyggere eller omkring 1,34% af Skotlands befolkning, også er er et af de mindst befolkede counties.